# Mennesker bliver spist
Mennesker bliver spist er en film instrueret af Erik Clausen, der har skrevet manuskript med Louise Clausen.

## Handling
Herluf er en pligtopfyldende mand, far og mekaniker, der i mange år har været ganske lykkeligt gift med Ingelise. Deres ægteskab er blevet lidt for meget rutine, og på det seneste har Ingelise sågar indledt en affære med en kollega. Ingelise er i fuld gang med at arrangere deres datter Gittes tredje bryllup, men det kunne Herluf nu godt undvære, for det er ham og Ingelise, der må punge ud. Og Herluf er begyndt at glemme ting. En dag melder han en bil klar på værkstedet, uden at bremserne virker, og da den kort efter kører galt, sender mester ham hjem på en tænker. Herluf er chokeret, og en dag kommer han ikke hjem, som han plejer. Ingelise og hele familien opdager, hvor meget de savner ham og tager deres liv og relationer op til revision.